# Suzanne Pleshette
Suzanne Pleshette, född 31 januari 1937 i New York i New York, död 19 januari 2008 i Los Angeles i Kalifornien, var en amerikansk skådespelerska.
Hon betraktades som en attraktiv stjärna på amerikansk scen, TV och film. Hennes mest kända roll var som lärarinnan Annie Hayworth som undfår en grym död i Alfred Hitchcocks Fåglarna (1963). Bland övriga filmer märks Alla tiders geisha boy (1958), Fort Delivery (1964) och If It's Tuesday This Must Be Belgium (1969).
Hon var en kort period gift med skådespelaren Troy Donahue.